# Vico Morcote
Vico Morcote est une commune suisse du canton du Tessin, située au-dessus de Morcote et faisant partie du district de Lugano.

## Monument

Photo aérienne prise par Walter Mittelholzer (1919).

L'église catholique romaine Saints-Fidèle-et-Simon (it) (1591-1625) fut construite sur les restes d'un édifice religieux du XIe siècle (restauration de 1966 à 1974).